# Siccia humilis
Siccia humilis là một loài bướm đêm thuộc phân họ Arctiinae, họ Erebidae.